# Belvederer Allee 12

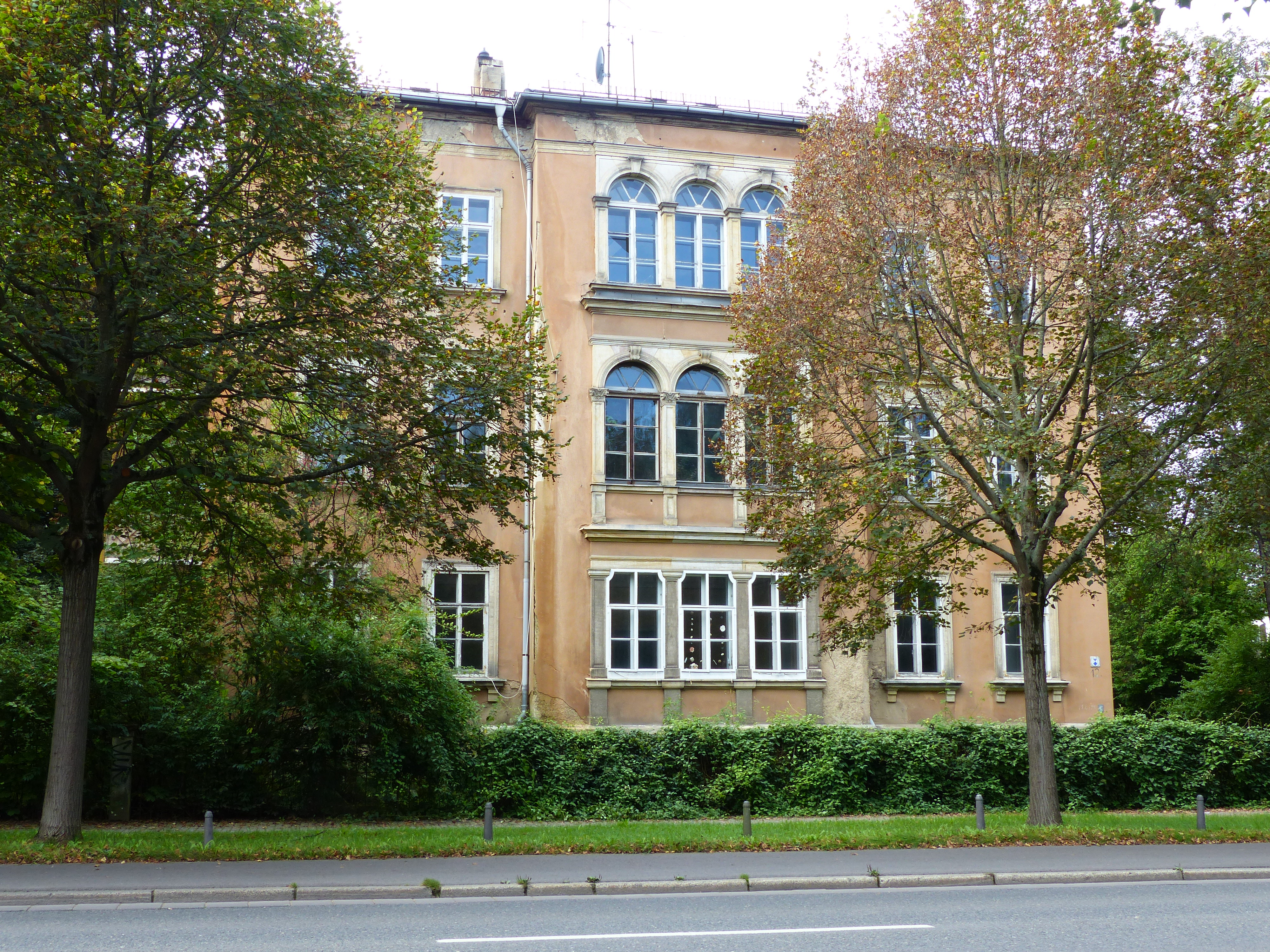
Belvederer Allee 12 (unsanierter Zustand)

Das dreigeschossige Wohnhaus Belvederer Allee 12 in Weimar ist dem Historismus zuzuordnen. 
Das Gebäude entstand in den 1860er Jahren. Es ist einer von mehreren repräsentativen Villenbauten aus der Zeit vor dem deutschen Kaiserreich, die von dem Maurermeister Karl Friedrich Röhr und dem Zimmermeister Karl Eduard Kurth mit direktem Blick zum Ilmpark errichtet wurden. Es entspricht der Formensprache der italienischen Neorenaissance. Es besitzt einen Mittelrisaliten. Am Mittelrisaliten sind die Fenster im Erdgeschoss eckig, während Mittel- und Obergeschoss Rundbogenfenster aufweist. Die Ornamentik wurde sparsam verwandt.
Einer seiner Bewohner war der zur Weimarer Malerschule gehörige Franz Schultze, der auch Schatzmeister des Thüringischen Botanischen Vereins war. Ein weiterer Bewohner war der Landschaftsmaler Friedrich Albert Schmidt.
Das Gebäude steht auf der Liste der Kulturdenkmale in Weimar (Einzeldenkmale) und auf der Liste der Kulturdenkmale in Weimar (Sachgesamtheiten und Ensembles).